# Hydnophytum coriaceum
Hydnophytum coriaceum är en måreväxtart som beskrevs av Odoardo Beccari. Hydnophytum coriaceum ingår i släktet Hydnophytum och familjen måreväxter. Inga underarter finns listade i Catalogue of Life.